# Claudio Batista dos Santos
Claudio Batista dos Santos (født 19. april 1967) er en tidligere brasiliansk fodboldspiller.
Han har spillet for flere forskellige klubber i sin karriere, herunder Cerezo Osaka.